# Tolcz
Tolcz (deutsch Tolz) ist ein Dorf in der Woiwodschaft Westpommern in Polen. Es gehört zur Gmina Stara Dąbrowa (Gemeinde Alt Damerow) im Powiat Stargardzki (Stargarder Kreis).

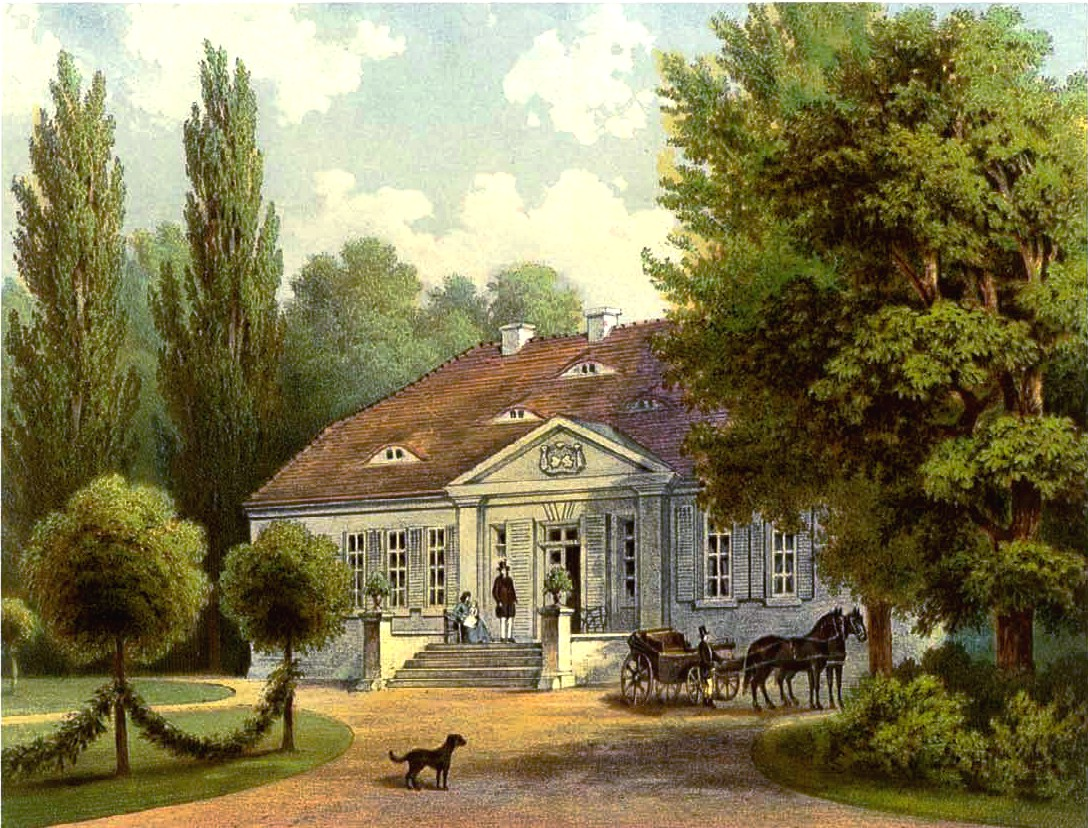
Rittergut Tolz im 19. Jahrhundert, Sammlung Duncker

## Geographische Lage
Das Dorf liegt in Hinterpommern, etwa 35 Kilometer östlich von Stettin und etwa 15 Kilometer nördlich der Kreisstadt Stargard.

## Geschichte
Seit dem 19. Jahrhundert bestanden der politische Gutsbezirk Tolz und die Landgemeinde Tolz nebeneinander. Im Jahre 1910 wurden im Gutsbezirk Tolz 159 Einwohner gezählt, in der Landgemeinde Tolz 38 Einwohner. Später wurde der Gutsbezirk in die Landgemeinde eingemeindet.
Vor 1945 bildete Tolz eine Landgemeinde im Kreis Saatzig der preußischen Provinz Pommern. Zur Landgemeinde gehörten keine weiteren Wohnplätze. Die Gemeinde zählte im Jahre 1925 218 Einwohner in 40 Haushaltungen, im Jahre 1933 221 Einwohner und im Jahre 1939 182 Einwohner.
Nach dem Zweiten Weltkrieg kam Tolz, wie ganz Hinterpommern, an Polen. Der Ortsname wurde zu „Tolcz“ polonisiert. Heute bildet die Ortschaft ein eigenes Schulzenamt in der Gmina Stara Dąbrowa (Gemeinde Alt Damerow).